# قلعه عمارت سرد و علیا
قلعه عمارت سرد و علیا مربوط به دوره ساسانیان - دوران‌های تاریخی پس از اسلام است و در شهرستان کهگیلویه، روستای عمارت سرد و علی واقع شده و این اثر در تاریخ ۲۴ فروردین ۱۳۸۲ با شمارهٔ ثبت ۸۳۱۸ به‌عنوان یکی از آثار ملی ایران به ثبت رسیده است.